# Speleonectes gironensis
Espèce
Speleonectes gironensis est une espèce de rémipèdes de la famille des Speleonectidae.

## Distribution
Cette espèce est endémique de Cuba. Elle se rencontre dans les grottes anchialines Cueva de los Carboneros et Cueva 1900 à Ciénaga de Zapata dans la province de Matanzas.

## Étymologie
Son nom d'espèce, composé de giron et du suffixe latin -ensis, « qui vit dans, qui habite », lui a été donné en référence au lieu de sa découverte, Playa Girón.

## Systématique et taxinomie
Pour Hoenemann, Neiber, Humphreys, Iliffe, Li, Schram et Koenemann en 2013, cette espèce n'est pas congénérique avec Speleonectes lucayensis mais aucun genre alternatif n'a été proposé.

## Publication originale
- Yager, 1994 : Speleonectes gironensis, new species (Remipedia: Speleonectidae) from anchialine caves in Cuba, with remarks on biogeography and ecology. Journal of Crustacean Biology, vol. 14, no 4, p. 752–762.